# NGC 1369
NGC 1369 est une galaxie spirale intermédiaire (barrée ?) située dans la constellation de l'Éridan. NGC 1369 a été découverte par l'astronome allemand Julius Schmidt en 1865.

## Caractéristiques
Sa vitesse par rapport au fond diffus cosmologique est de 1 321 ± 18 km/s, ce qui correspond à une distance de Hubble de 19,5 ± 1,4 Mpc (∼63,6 millions d'al).

### Morphologie
Toutes les sources consultées considèrent cette galaxie comme lenticulaire sauf le professeur Seligman qui a sans doute raison, car on voit nettement sur l'image de NGC 1369 la présence de deux bras spiraux qui semblent même partir d'une barre traversant le centre de la galaxie.
NGC 1369 a été utilisée par Gérard de Vaucouleurs comme une galaxie de type morphologique SAB(s)a dans son atlas des galaxies,.

## Groupe de NGC 1399 et l'amas du Fourneau
NGC 1369 fait partie du groupe de NGC 1399. Ce groupe fait partie de l'amas du Fourneau et il comprend au moins 42 galaxies, dont NGC 1326, NGC 1336, NGC 1339, NGC 1344 (=NGC 1340), NGC 1351, NGC 1366, NGC 1373, NGC 1374, NGC 1379, NGC 1387, NGC 1399, NGC 1406, NGC 1419, NGC 1425, NGC 1427, NGC 1428, NGC 1437 (=NGC 1436), NGC 1460, IC 1913 et IC 1919. La désignation FCC 176 indique que NGC 1369 est un membre de l'amas du Fourneau dans le catalogue de Henry Ferguson,.